# Traveller in Time
Traveller in Time è un singolo del gruppo musicale britannico Uriah Heep, pubblicato nel novembre del 1972 come terzo estratto dal quarto album in studio Demons & Wizards.
È un brano particolarmente noto per il suo testo fantastico e per il suo riff di chitarra, che si ripete molte volte all'interno del brano.